# Thondorf (Gerbstedt)

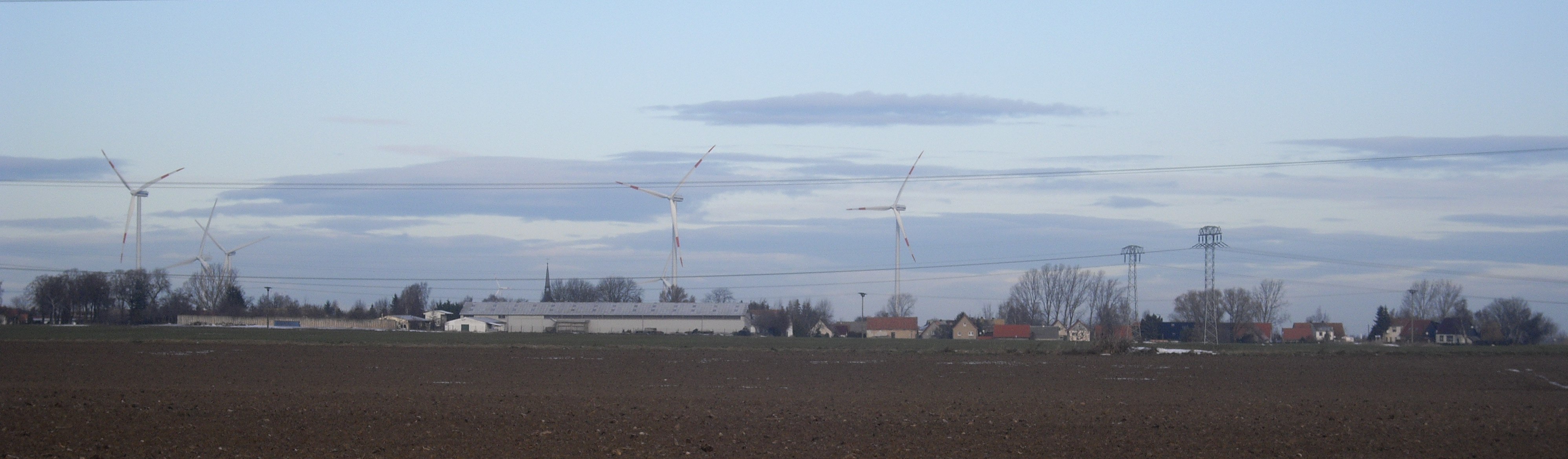
Blick auf Thondorf

Thondorf ist ein Ortsteil  der Gerbstedter Ortschaft Siersleben in Sachsen-Anhalt.

## Geschichte
In einem zwischen 881 und 899 entstandenen Verzeichnis des Zehnten des Klosters Hersfeld wird Thondorf als zehntpflichtiger Ort Theodendorpf im Friesenfeld erstmals urkundlich erwähnt.
Thondorf wurde am 20. Juli 1950 nach Siersleben eingemeindet, im Jahr 2010 ging der Ort an die Stadt Gerbstedt.

## Lage und Infrastruktur
Thondorf befindet sich 1 km westlich von Siersleben an der Straße ins 3 km entfernte Klostermansfeld und besitzt einen Haltepunkt der Mansfelder Bergwerksbahn. Feldwege führen nach Großörner im Norden, Mansfeld im Westen und Hübitz im Osten. Es existiert ein Radweg zwischen Thondorf und Siersleben.
- Überregionale Verkehrswege

1. DB-Strecke Magdeburg–Erfurt, nächster Bahnhof ist Klostermansfeld
2. Bundesstraße 180 und 242 südlich und westlich des Ortes
3. Bundesautobahn 14 bei Könnern, 18 km Luftlinie entfernt

## Landschaft
Thondorf liegt auf einem welligen Plateau, welches von Feldern dominiert wird. Der mittlerweile versiegte Wickengraben floss aus dem Dorfteich (heute zugeschüttet) in Richtung Siersleben in den Risterbach ab. Im Westen liegt das Wäldchen Regenbeck, durch welches der Bach Alte Wipper fließt, im Nordosten das Wäldchen Welfesholz.
Thondorf, zusammen mit Siersleben, Hübitz und Augsdorf werden auch als die Griftdörfer, bzw. als Dörfer am Grift (bach) bezeichnet.